# 礪山宋氏
礪山宋氏（ヨサンソンし、여산송씨）は、朝鮮の氏族の一つ。本貫は全羅北道益山市である。2015年の調査では、298,231人である。
始祖は、中国京兆郡出身で唐で戸部尚書を務めた宋柱殷の子孫の宋惟翊である。宋惟翊は、高麗で進士を任官し、礪山君に封じられ、銀青光禄大夫と枢密院副使を拝命した。

## 人口分布と集姓村
人口数、割合はいずれも2015年統計。集姓村のある地域は以下の通りである。
- 慶尚北道漆谷郡（518人、総人口の0.47%）
  - 北三面吾坪洞
- 全羅南道高興郡（3,278人、総人口の5.79%。全国で総人口に占める比例が最も高い地域である）
  - 南陽面沈橋里
  - 大西面上南里
  - 大西面禾山里
  - 東江面大江里
  - 東江面馬輪里
  - 豆原面風流里
- 全羅南道宝城郡（809人、総人口の2.18%）
  - 芦洞面玉馬里
- 忠清南道扶余郡（586人、総人口の0.92%）
  - 忠化面支石里[3]